# Panopsis polystachya
Panopsis polystachya là một loài thực vật có hoa trong họ Quắn hoa. Loài này được (Kunth) Kuntze miêu tả khoa học đầu tiên năm 1891.